# Ordine dei Compagni di O.R. Tambo
L'Ordine dei Compagni di O.R. Tambo è un ordine cavalleresco del Sudafrica.

## Storia
L'Ordine è stato fondato il 6 dicembre 2002 dal Presidente Thabo Mbeki per sostituire l'Ordine della Buona Speranza ed è dedicato a Oliver Tambo.

## Classi
L'Ordine dispone delle seguenti classi di benemerenza che danno diritto a dei postnominali qui indicati tra parentesi::
- Oro (SCOT), per capi di Stato e, in casi speciali, capi di governo;
- Argento (GCOT), per capi di governo, ministri, giudici di Corte suprema, presidenti di legislature, segretari di Stato, ambasciatori e comandanti in capo;
- Bronzo (COT), per legislatori, inviati e alti ufficiali militari.

## Insegne
- L'insegna è ovale e rappresenta un simbolo simile allo yin-yang tra due punte di freccia, incorniciate da due serpenti talpa. Il simbolo rappresenta l'incontro di diverse energie spirituali, e i serpenti rappresentano solidarietà e sostegno. Lo stemma sudafricano è visibile sul retro.
- Il nastro è bianco, con ricorrenti simboli yin-yang lungo il centro. Tutte e tre le classi sono portato intorno al collo.
- I destinatari ricevono anche un bastone di legno intagliato, che ha la forma di un serpente avvolto in un ramo e un distintivo che contiene lo stemma nazionale. Il bastone da passeggio simboleggia sostegno e solidarietà, e un impegno a stare da parte del destinatario in cambio.